# 公平貿易認證
公平貿易認證（通常簡稱Fairtrade或在美國稱作Fair Trade Certified™）的是一種產品認證的體系，其設計的目的是為了讓人們辨別該產品符合下列標準：環保、勞動人權以及第三世界的發展利益。這個體系由兩個單位負責執行：FLO International是標準訂定的單位，FLO-CERT是認證授權的單位；這個認證體系對生產者進行獨立的審查，以確保達成商定的標準。販售公平貿易商品的公司，必須符合公平貿易認證的標準，並且申請成為特許銷售商（licences）才可以使用公平貿易的商標在自己的商品上。
FLO International的認證體系涵蓋了日益廣泛的產品，包括香蕉、蜂蜜、橘子、可可、棉花、乾果、新鮮水果、蔬菜、果汁、堅果、油籽、藜麥、稻米、香料、糖、茶葉和葡萄酒。
公平貿易認證的商品在2005年在全世界的銷售總額大約是11億歐元，相較於前一年的業績，年成長率為37%。在未來幾年內，銷售額度可望進一步成長：根據2005年所發佈的全球糧食市場調查，公平貿易的銷售額預估將在2012年達到90億美元，在2020年達到200-250億美元之譜。
根據2006年10月的資料，已經有分佈在58個發展中國家的586個生產者組織加入公平貿易體系並取得FLO-CERT的認證。

## 歷史
雖然市場上最早出現公平貿易的產品，可追溯到1960及1970年代，但是真正讓公平貿易變成普及且大幅成長的公平貿易商標，是誕生在1980年代晚期。
在公平貿易標籤興起之前，公平貿易商品主要在世界商店（Worldshop）販售，由一些另類貿易組織（ATO）負責運作，例如：樂施會（Oxfam）、Traidcraft等。某些人覺得這些世界商店離現代的生活模式與步調太遠，即便是最熱心的顧客，都覺得去這些商店買東西很不方便。只有一個方法能增加銷售機會，就是在顧客常去的商店，以一般的物流管道來販售公平貿易商品。唯一的問題便是，如何能增加銷售管道，但卻不減少消費者對公平貿易商品與其來源的信心。
第一個公平貿易標籤倡議於1988年11月15日的荷蘭，由荷蘭人Nico Roozen、傳教士Frans van der Hoff以及慈善團體Dutch ecumenical development agency Solidaridad共同呼籲支援墨西哥的咖啡農，標籤名稱訂為Stichting Max Havelaar。這項運動以高於一般市場的價格向弱勢的咖啡農收購咖啡，只要這些咖啡農符合共同約定的社會與環保的標準。於是墨西哥UCIRI合作社產出的咖啡豆，從荷蘭的Van Weely公司進口，Neuteboom公司烘焙，然後銷售到世界商店，以及首次流入一般的主流零售通路。
這項創舉終於使公平貿易咖啡擴展到較大的消費通路。公平貿易標籤讓供應鏈末端的消費者與配銷商能夠追蹤產品的來源，同時也讓農民得到實際的利益。
這項倡議的成果顯著而且推廣到其他的市場：在接下來的幾年中，類似的非營利性的公平貿易標籤組織在歐洲其他國家與北美地區成立，名稱分別為“Max Havelaar”（比利時、瑞士、丹麥、挪威、法國）、“Transfair”（德國、奧地利、盧森堡、義大利、美國、加拿大、日本），“Fairtrade  Mark”（英國、愛爾蘭）、“Rättvisemärkt”（瑞典）、“Reilu Kauppa"”（芬蘭）。
最初Max Havelaars和Transfairs兩個標籤組織試著以相同的標準合作產品，但是沒有合約關係來確保標準。1994年整合的聲音出現在標籤倡議組織（LIs, Labelling Initiatives），緊接著成立了TransMax的工作團隊；1997年整合的步調達到高潮，催生了國際公平貿易標籤組織（Fairtrade Labelling Organizations International，FLO）的成立。FLO是一個傘形組織，其任務在訂定公平貿易的標準，支持、檢查並認證那些弱勢的生產者，同時協調公平貿易運動。
FLO在2002年發行一個新的國際公平貿易認證標章，有效的取代了先前Max Havelaar和TransFair的標籤。這個目的是為了提高標籤在超級市場裡的能見度，並且促使貿易的程序更簡便，有利於生產者、出口商、進口商之間所進行的跨國貿易。
公平貿易標章的整合仍然持續進行中，目前全世界除了三個國家（美國、加拿大、和瑞士）都已經整合為同一個新的國際公平貿易標章。新標章的全面取代工作，正依據各個不同的國家而有不同的進展，應當不久之後就會成真。單一標籤的成效在英國最顯著，2006年公平貿易商品在英國的銷售總額高達4億5千萬英鎊，主要來自於具有優勢的零售通路。
2004年1月，Fairtrade Labelling Organizations International分割成兩個獨立的組織，分別為負責標準制定與協助生產者業務的國際公平貿易標籤組織（FLO International），以及負責組織督察與認證的公平貿易認證組織（FLO-CERT）。組織分割的目的在於確保認證程序的公正與獨立，以符合ISO 65對於認證單位所要求的相關標準。
如今FLO International已經有20個標籤倡議組織。新的標籤印在數十種經過FLO認證的商品上，產品包含：咖啡、茶葉、巧克力、可可、糖、香蕉、蘋果、西洋梨、葡萄、李子、檸檬、橘子、蜜橘、小柑橘、荔枝、酪梨、鳳梨、芒果、果汁、藜麥、胡椒、青豆、椰子、乾果、rooibos茶、綠茶、蛋糕、餅乾、蜂蜜、葡萄乾、麥片、果醬、酸辣醬、 調味醬、香草、香料、堅果、葡萄酒、啤酒、甜酒、花、足球、稻米、酸乳酪、嬰兒食品、棉花羊毛以及棉製品等等。

## 公平貿易的標準
促使公平貿易認證發展的關鍵在於，FLO的標準包涵了生產組織必須符合最低門檻才得以授與認證，同時認證程序也會要求生產者必須不斷地進步。
針對弱勢的生產者，發展出分別針對屬於自耕農的小農組織和擁有受雇者的農場等兩種公平貿易認證的標準。針對小農組織的公平貿易標準，其要求包括民主決策，確保生產者對於公平貿易組織所投入的輔導金之運用有發言的權利。
針對擁有受雇者的農場，其標準需確保勞動者擁有適當的工資，以及加入工會和團體協商的權利。公平貿易認證的農場必須確保沒有強迫勞動、雇用童工、危害健康與安全的情況。根據公平貿易認證的標準，擁有受雇者的農場必須設置一位中間人（joint body）代表勞資雙方。這位中間人決定如何將公平貿易組織所投入的輔導金分配予農場的工人。
某些產品，例如咖啡，只有小農組織可以申請公平貿易認證。其他類似茶葉，則兩種組織形式皆可以申請認證。
公平貿易的標準制定與授權程序均由FLO的標準委員會所執行，那是一個由所有FLO的關係人（標籤倡議者、生產者和貿易商）以及外聘的專家學者所組成的外部委員會。公平貿易所訂定的標準與程序，符合「ISEAL（國際社會與環境鑑定標籤聯盟）」中Code of Good Practice的要求，制定標準的程序是經由廣泛的協商過程，並兼顧各種不同成員的意見，譬如：生產者、貿易商、外部專家、監察人、工作人員等等。

## 公平貿易的督察與認證
公平貿易的督察與認證是由FLO-CERT負責，該組織是2004年從FLO International獨立出來的單位。FLO-CERT確保生產者符合FLO International的所制定的公平貿易標準，而且生產者從公平貿易認證所得到的利益要確實投資在發展上。
FLO-CERT是由72個獨立的稽核人員所組成網絡來運作，他們例行性的拜訪所有的生產組織，並回報給FLO-CERT。授證的權力歸於認證委員會，該委員會由多方的關係人所組成，包含：生產者、貿易商、各國的標籤倡議者，以及專家學者。另有一個申訴委員會，負責處理所有的申訴案件。
FLO-CERT的督察與認證程序都是依據國際標準化組織對於產品認證單位的規範（ISO 65）來執行。

## 公平貿易的價格

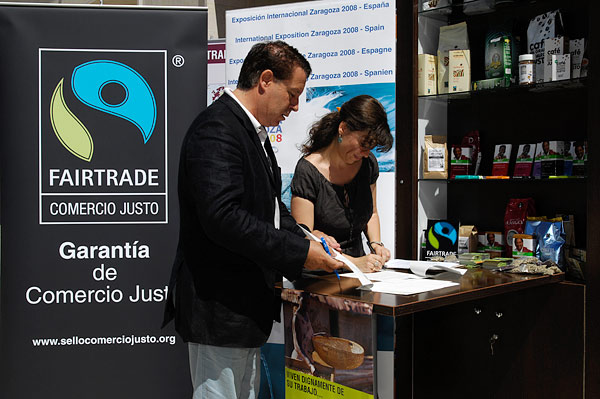
可可，自由市場價格vs.公平貿易保障價格

公平貿易與一般的倫理貿易最大的差異在於兩項主要的財務效益：公平貿易所保障的收購價，以及公平貿易補助金。 
- 「公平貿易保障價格」，能夠含括永續農業的成本。公平貿易的保障收購價是穩定的，除非自由市場的價格漲到更高。

- 「公平貿易補助款」是另一個獨立的支付款項，指定用在產地的社會與經濟發展上。生產者可以自己決定這些補助款要如何運用。在某些條件下，生產者必須在FLO-CERT的輔導下使用這筆錢。通常都是使用在衛生醫療、教育或其他公共設施；有時也可以投資在增加生產力或減少對單一農作物的依賴上。

值得一提的事，公平貿易商品的價格並沒有因為「保障最低價」或「公平貿易補助款」而造成消費者末端的價格高漲。當討論公平貿易商品的價格結構時，有幾個其他因素可以思考：缺乏規模經濟的效益或是與一般產品的差異，往往是因為有機的耕作方式所然。

## 公平貿易影響的研究

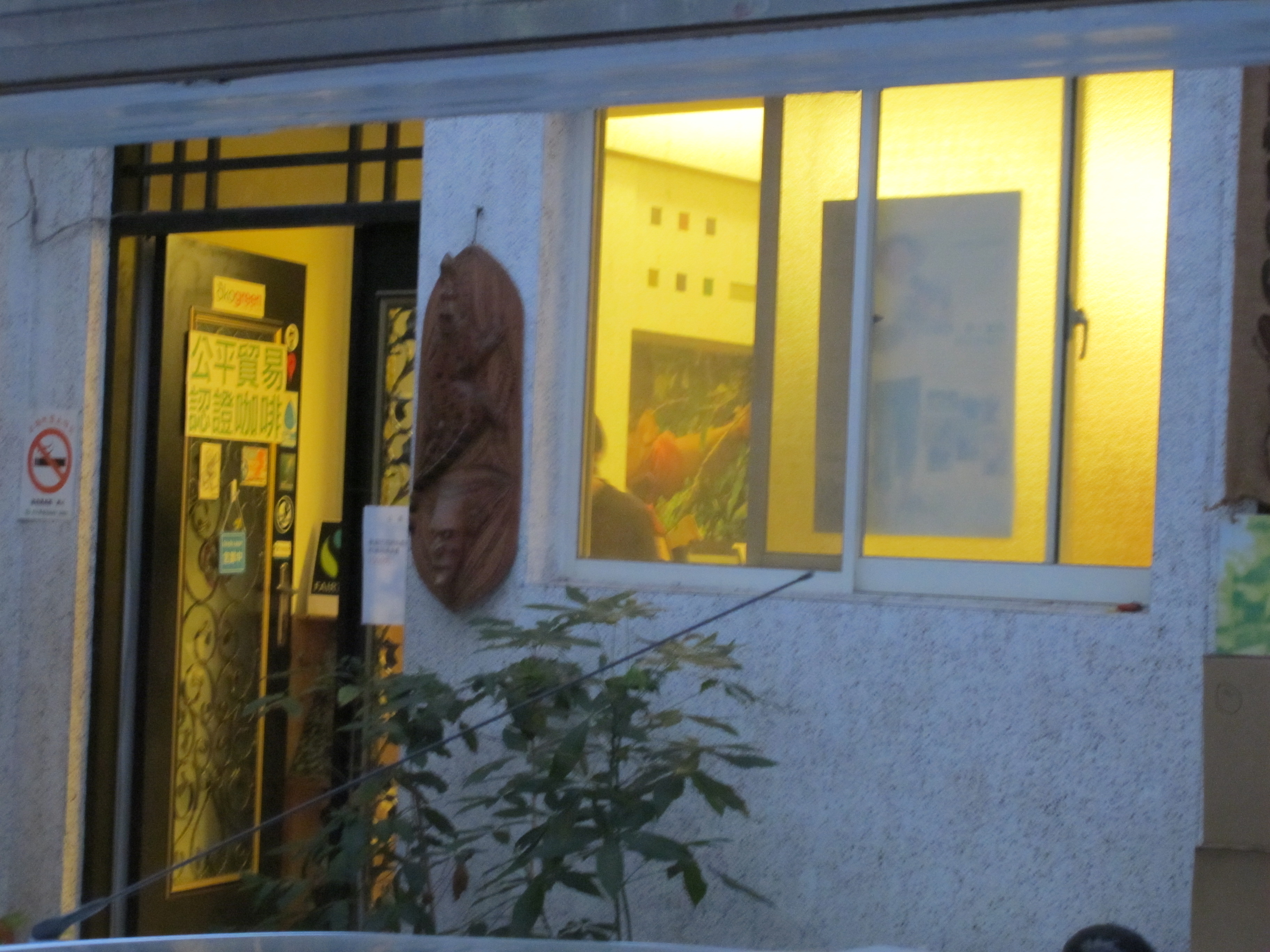
台北一家標榜販售FLO-CERT認證咖啡的店舖，在門上張貼公平貿易認證標語

最近有一些獨立的研究，在評量公平貿易對弱勢農民及勞工的影響。
在2002年，薩塞克斯大學（University of Sussex）貧窮研究機構裏的Lorain Ronchi研究公平貿易對哥斯大黎加Coocafe公司的影響，Ronchi發現，公平貿易增強了生產者組織，同時總結認為“以1990年代早期的咖啡危機而言，公平貿易可以說己達成了它們要改善小生產者的收入、生活品質，以及健全地方組織之目的。
在2003年，科羅拉多州立大學（Colorado State University）公平貿易研究團體總結了七個拉美公平貿易咖啡生產者的個案（UCIRI、CEPCO、Majomut、Las Colinas & El Sincuyo La Selva、Tzotzilotic和La Voz），認為公平貿易能在“短時間內改善小規模咖啡生產者及其家庭的生活”。這些研究發現，在公平貿易下的生產者，更能得到信貸及外來的發展資助。同時，這研究也指出，比起傳統的咖啡生產者，公平貿易生產者更能得到訓練機會並能改善其咖啡的品質，而那些公平貿易生產者的家庭也更穩定，比起傳統咖啡生產家庭，小孩也能得到更好的教育機會。
Nicolas Eberhart於2005年為法國非政府組織Agronomes et Vétérinaires sans frontières曾經針對玻利維亞的咖啡公平貿易進行個案研究，認為公平貿易的認證活動對Yungas當地的咖啡價格有正面的影響，也在經濟上造福了所有的咖啡生產者（無論有無公平交易認證），同時，公平貿易也能增強其生產團體及他們的政治影響力。
由Becchetti及Costantion（2006）所主導的計量經濟學分析，驗證公平貿易對肯亞農民的影響，研究者觀察一組經過公平貿易認證的農民，並且抽樣另外一組農夫作為對照組比較。在經過相同的一段時間後發現，無論是以貨幣或非貨幣的價值計算，公平貿易都能改善農民的生活、減少兒童死亡率、改善家戶食物的攝取、對其作物的價格及生活條件更感到滿足等。在方法學中，該研究所採用的樣本、農作物與公平貿易的相對貢獻度，以及對照組的選擇都可能有誤差，因此該研究並非全部的論點都是穩固的。

## 參閱
- 貿易要公平（Make Trade Fair）
- 公平貿易（Fairtrade）
- 公平貿易認證（Fairtrade Certification）
- 國際公平貿易標籤組織（FLO International）
- 公平貿易認證組織（FLO-CERT）
- 國際公平貿易認證標章（International Fairtrade Certification Mark）
- 另類貿易組織（ATO）
- 世界商店（Worldshop）

## 外部連結
- FLO International （页面存档备份，存于）
- FLO-CERT （页面存档备份，存于）